# Vîsoke, Liuboml
Vîsoke (în ucraineană Висо́ке) este un sat în comuna Zacernecicea din raionul Liuboml, regiunea Volînia, Ucraina.

## Demografie
Componența lingvistică a localității Vîsoke
     Ucraineană (100%)
Conform recensământului din 2001, toată populația localității Vîsoke era vorbitoare de ucraineană (100%).